# Gare de Bickley
La gare de Bickley (en anglais : Bickley railway station), est une gare ferroviaire de la ligne principale de Chatham (en), en zone 5 Travelcard. Elle  est située sur la Southborough Road à Bickley, sur le territoire du  borough londonien de Bromley, dans le Grand Londres.
C'est une gare Network Rail desservie par des trains Southeastern et Govia Thameslink Railway de National Rail.

## Situation ferroviaire
Établie à 65 mètres d'altitude, la gare de Bickley est située sur la ligne principale de Chatham (en) entre les gares de Bromley South, en direction du terminus de London-Victoria, et St Mary Cray, en direction du terminus ouvert de Dover Priory. Elle dispose de deux quais centraux desservis par quatre voies.

Plans : de la ligne et du réseau des transports à Londres
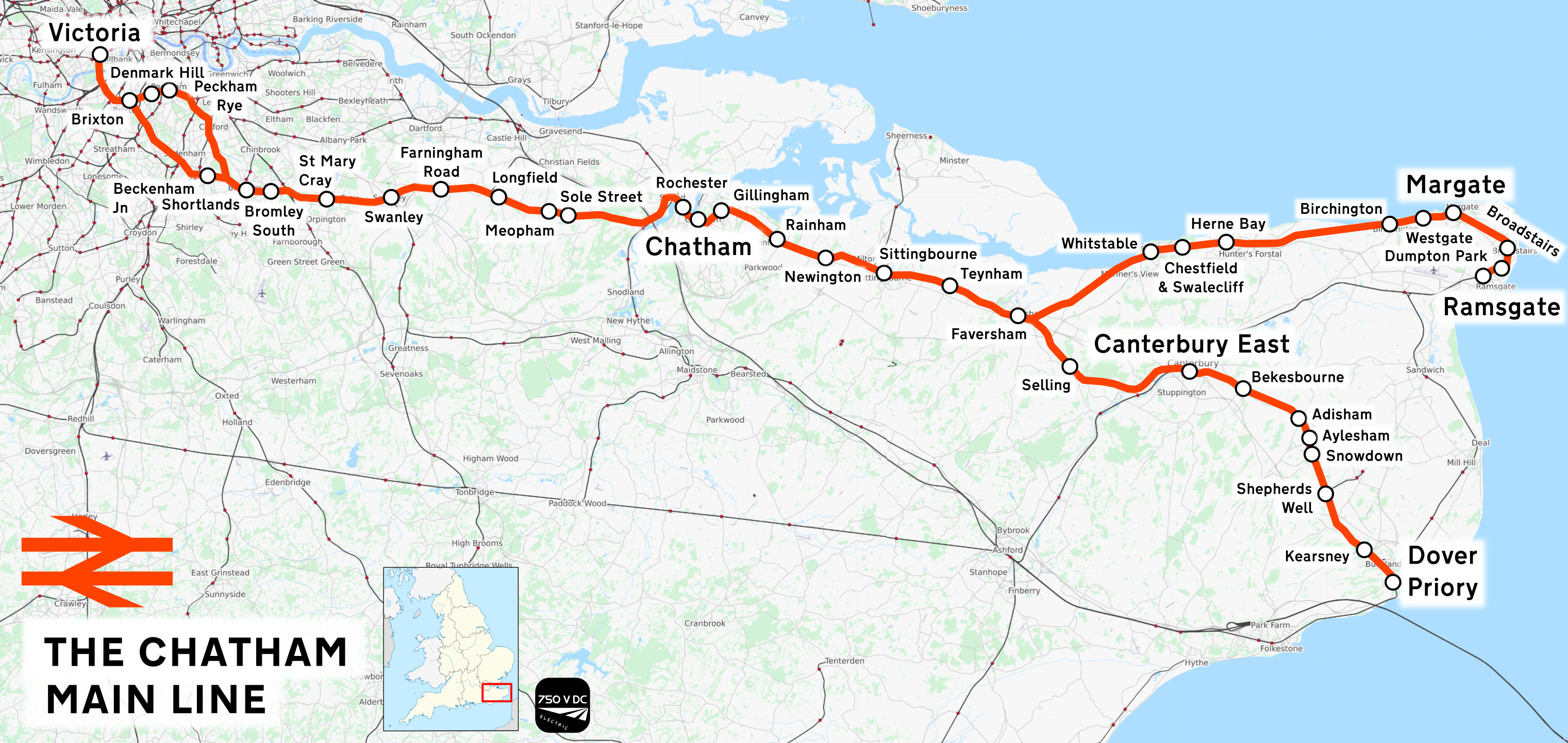
Chatham main line.
Réseaux de Londres.

## Histoire
La gare, alors dénommée Southborough Road, est mise en service le 5 juillet 1858. par la Crays Company. Elle est renommée Bickley le 1er octobre 1860 par la LB&SCR. Cette dernière compagnie reconstruit la gare à partir de 1893.

## Service des voyageurs

### Accueil
La gare dispose d'une entrée principale sur la Southborough Road à Bickley.

### Desserte
La gare de Bickley est desservie par des trains Southeastern et  Southern en provenance ou à destination des gares de : Blackfriars, Londres-Victoria, Orpington et Sevenoaks.

Installations
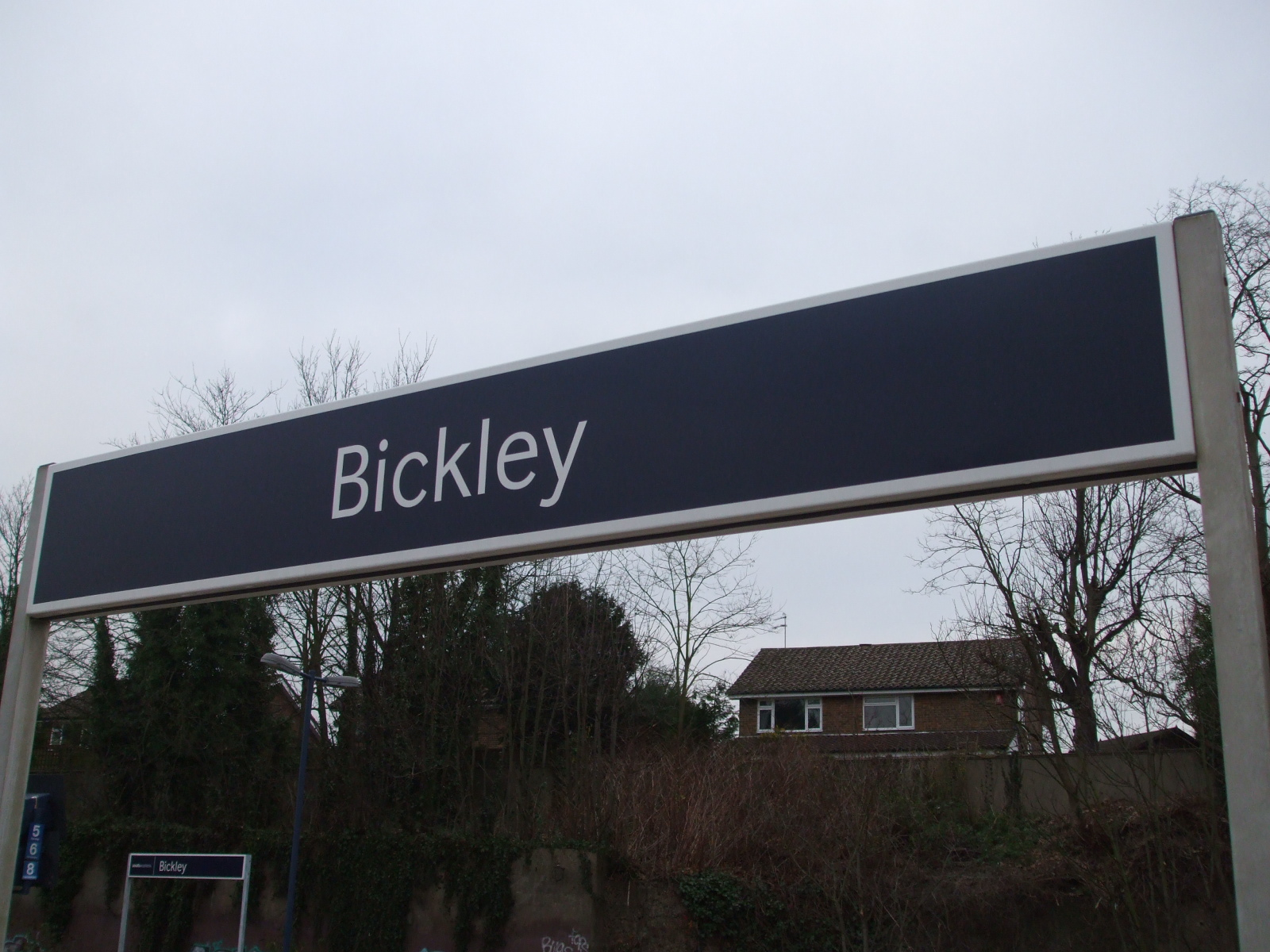
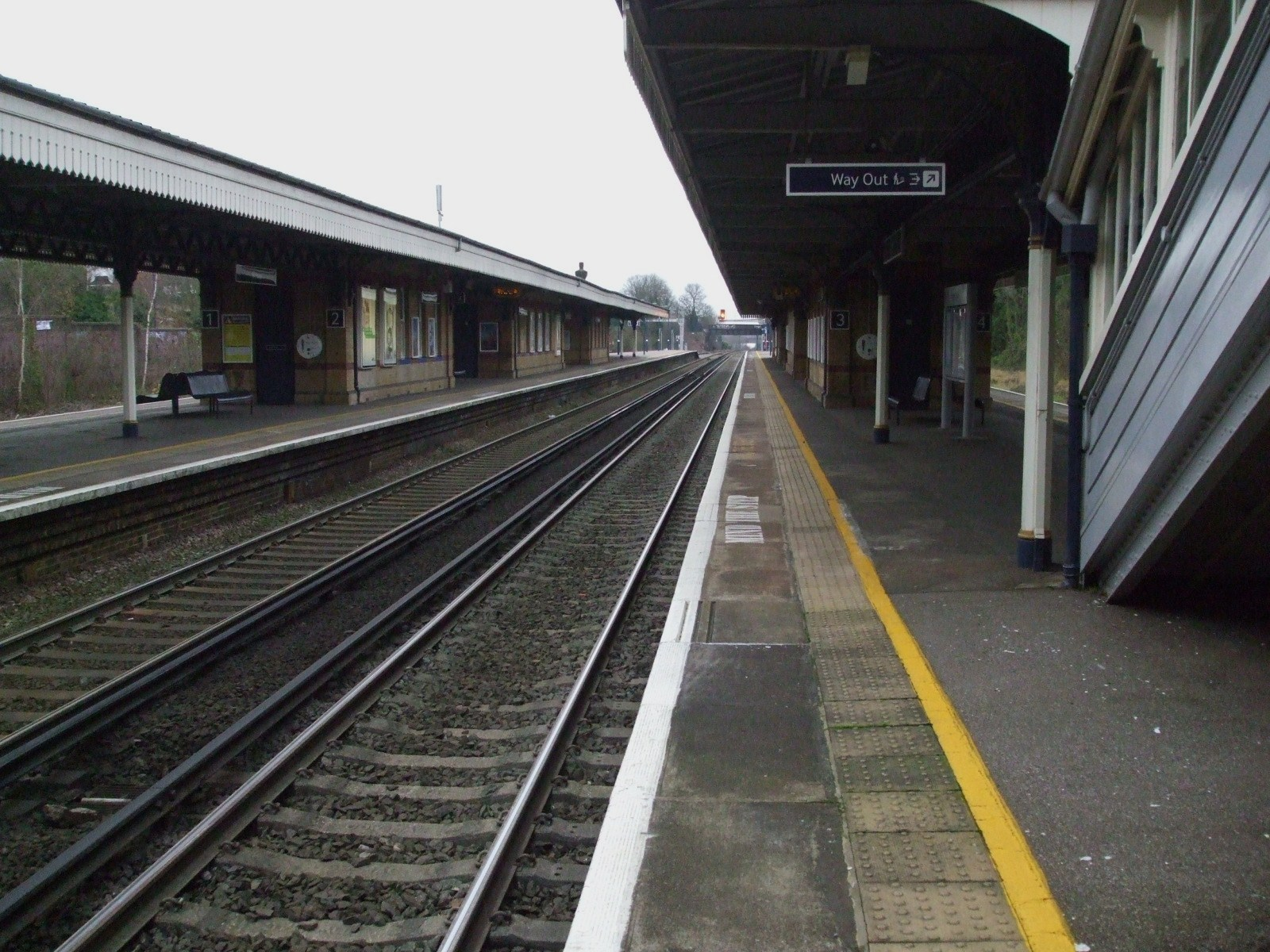
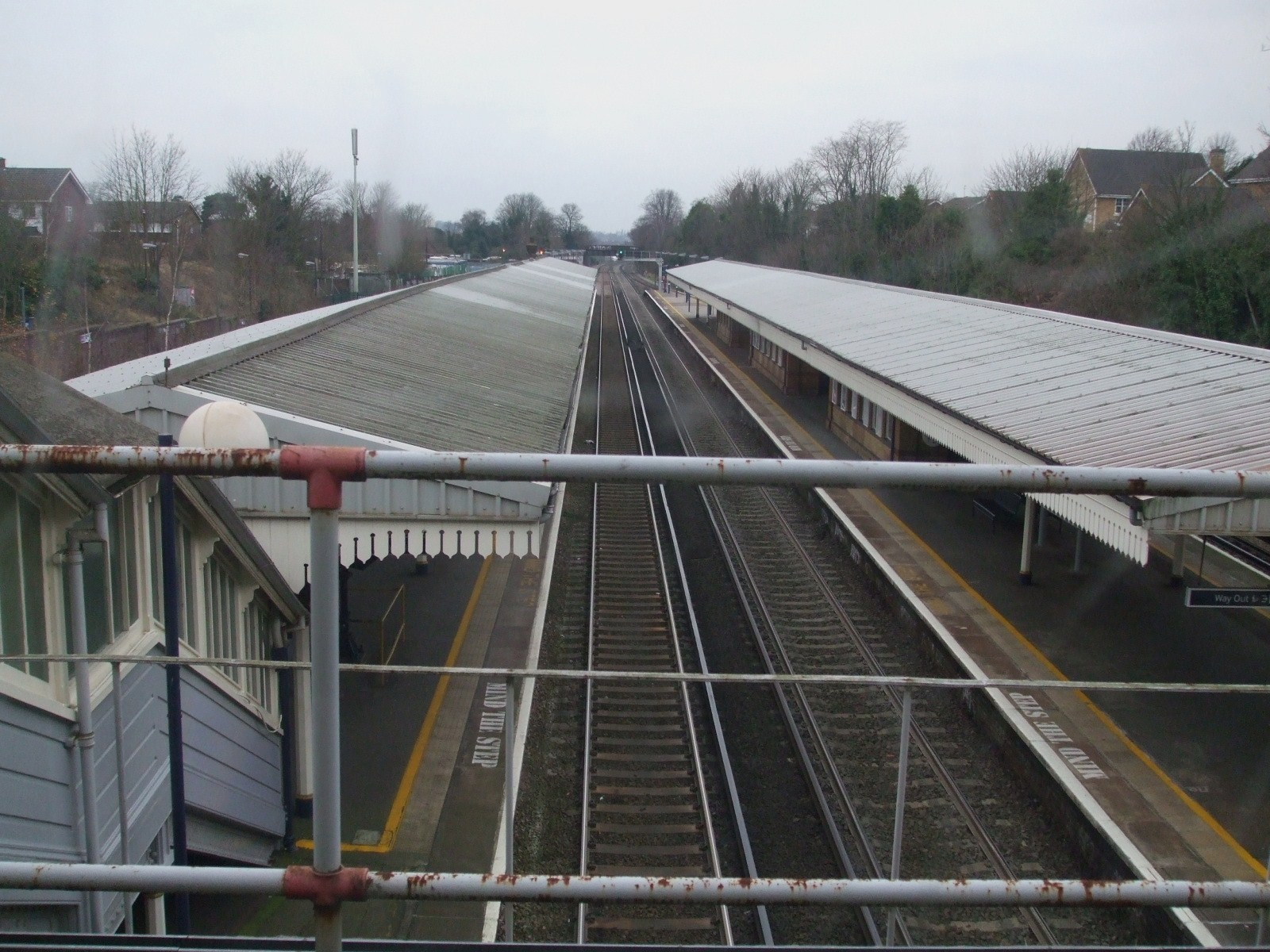

### Intermodalité
La gare est desservie par des autobus de Londres de la ligne R7.